# صومعه رودبار
صومعه رودبار یک روستا در ایران است که در بخش شاهرود شهرستان خلخال در استان اردبیل واقع شده‌است..

## جمعیت
این روستا در دهستان شال قرار دارد و براساس سرشماری مرکز آمار ایران در سال ۱۳۸۵، جمعیت آن ۶۴ نفر (۱۷ خانوار) بوده‌است.